# José Manuel de la Torre
José Manuel „Chepo” de la Torre Menchaca (ur. 13 listopada 1965 w Guadalajarze) – meksykański piłkarz występujący na pozycji ofensywnego pomocnika, reprezentant Meksyku, trener piłkarski.

## Kariera klubowa
De la Torre pochodzi z Guadalajary i wychowywał się w słynnej piłkarskiej rodzinie – profesjonalnymi zawodnikami byli jego ojciec Luis, stryj Javier, brat Néstor i kuzyn Eduardo. Wszyscy oni są związani z klubem Chivas de Guadalajara, którego wychowankiem jest również José Manuel. Do seniorskiej drużyny został włączony jako dziewiętnastolatek przez szkoleniowca Alberto Guerrę i w meksykańskiej Primera División zadebiutował 3 listopada 1984 w wygranym 2:1 spotkaniu z Deportivo Neza. Premierowego gola w najwyższej klasie rozgrywkowej strzelił natomiast 5 stycznia 1985 w wygranej 6:1 konfrontacji z Oaxtepec. Przez pierwsze dwa lata regularnie pojawiał się na ligowych boiskach, jednak niepodważalne miejsce w wyjściowym składzie wywalczył sobie dopiero w sezonie 1986/1987, podczas którego zdobył z Chivas tytuł mistrza Meksyku, a także został uhonorowany w oficjalnym plebiscycie Meksykańskiego Związku Piłki Nożnej nagrodą dla odkrycia rozgrywek. Ogółem w Chivas występował przez cztery lata.
Latem 1988 De la Torre został zawodnikiem beniaminka ligi hiszpańskiej – Realu Oviedo. W Primera División zadebiutował 18 września 1988 w przegranym 0:3 meczu z Betisem, natomiast pierwszą bramkę zdobył 9 października tego samego roku w zremisowanym 1:1 pojedynku z Cádiz CF. W barwach asturyjskiego był podstawowym zawodnikiem i najlepszym strzelcem drużyny, zajmując z nią dwunaste miejsce w lidze, jednak już po roku powrócił do ojczyzny, podpisując umowę z ekipą Puebla FC. Tam trafił na najbardziej owocny w sukcesy okres w historii klubu, przez pewien czas współtworząc odnoszącą osiągnięcia na arenie krajowej i międzynarodowej drużynę prowadzoną przez Manuela Lapuente. W sezonie 1989/1990 zdobył z nią krajowy dublet; wywalczył wówczas drugie w swojej karierze mistrzostwo Meksyku, a także krajowy puchar – Copa México, mając pewne miejsce w linii pomocy. Ponadto został wówczas wybrany przez Meksykański Związek Piłki Nożnej najlepszym pomocnikiem ligi.
W lipcu 1991 De la Torre przeniósł się do klubu Cruz Azul ze stołecznego miasta Meksyk, gdzie spędził dwa lata jako podstawowy pomocnik – nie zdołał jednak zanotować żadnych poważniejszych osiągnięć. W późniejszym czasie powrócił do Chivas de Guadalajara, którego barwy również reprezentował przez dwa sezony, po czym podpisał umowę z zespołem Tigres UANL z siedzibą w Monterrey. W sezonie 1995/1996 – notując regularne występy – zdobył z nim swój drugi puchar Meksyku, jednocześnie spadając jednak do drugiej ligi meksykańskiej. Bezpośrednio po tym odszedł z klubu i przez sześć miesięcy pozostawał wolnym graczem. Później powrócił do Puebla FC, w której zanotował tym razem krótki, półroczny epizod, zaś w lipcu 1997 przeszedł do stołecznego Club Necaxa. Tam pełnił wyłącznie rolę rezerwowego, jednak zdołał odnieść z prowadzoną przez Raúla Ariasa drużyną kilka sukcesów – w wiosennym sezonie Verano 1998 zdobył wicemistrzostwo kraju, zaś podczas jesiennych rozgrywek Invierno 1998 wywalczył swój trzeci tytuł mistrza Meksyku. Profesjonalną karierę zakończył w wieku 33 lat.

## Kariera reprezentacyjna
W sierpniu 1985 De la Torre został powołany przez Jesúsa del Muro do reprezentacji Meksyku U-20 na Młodzieżowe Mistrzostwa Świata w ZSRR. Tam pełnił rolę kluczowego zawodnika swojej drużyny i rozegrał w niej wszystkie możliwe cztery spotkania w wyjściowym składzie. Jego kadra – w której występowali wówczas również graczy tacy jak Guillermo Vázquez, Alberto García Aspe czy Ignacio Ambríz – odpadła wówczas z młodzieżowego mundialu w ćwierćfinale po porażce z Nigerią (1:2).
W seniorskiej reprezentacji Meksyku De la Torre zadebiutował za kadencji selekcjonera Mario Velarde, 6 października 1987 w wygranym 4:0 meczu towarzyskim z Kanadą. Przez kolejne kilka lat występował tylko w sparingach, gdyż jego kadra została dyscyplinarnie zdyskwalifikowana z udziału w Mistrzostw Świata we Włoszech. W 1991 roku znalazł się w ogłoszonym przez Manuela Lapuente składzie na Złoty Puchar CONCACAF, podczas którego był jednym z ważniejszych graczy zespołu i wystąpił w czterech z pięciu meczów (z czego w trzech od pierwszej minuty) i 30 czerwca 1991 w wygranym 3:1 pojedynku fazy grupowej z Kanadą strzelił swojego premierowego gola w reprezentacji. Meksykanie odpadli natomiast ze Złotego Pucharu w półfinale, gdzie ulegli późniejszemu triumfatorowi – USA (0:2), zajmując ostatecznie trzecie miejsce.
W późniejszym czasie De la Torre występował również eliminacjach do Mistrzostw Świata w USA, podczas których wystąpił w czterech z dwunastu meczów, dwukrotnie wpisując się na listę strzelców – w meczach z Hondurasem (2:0) i Kostaryką (4:0). Jego kadra zakwalifikowała się wówczas na mundial, jednak on sam nie znalazł się w ostatecznym składzie na światowy czempionat. Swój bilans reprezentacyjny zamknął ostatecznie na 28 występach, w których strzelił sześć goli.

## Kariera trenerska
Po zakończeniu kariery De la Torre rozpoczął pracę w roli szkoleniowca, początkowo pracując jako asystent. W latach 2000–2001 towarzyszył Raúlowi Ariasowi w swoim byłym zespole Club Necaxa, zaś w latach 2002–2004 był członkiem sztabu szkoleniowego stołecznego Club América, w którym współpracował najpierw z Manuelem Lapuente, zaś następnie z Leo Beenhakkerem. W późniejszym czasie powrócił do swojego macierzystego Chivas de Guadalajara, gdzie w latach 2005–2006 był asystentem Xabiera Azkargorty oraz Hansa Westerhofa. Po odejściu ostatniego z nich w marcu 2006 został pierwszym trenerem Chivas i już w swoim debiutanckim sezonie doprowadził drużynę do półfinału ligowej fazy play-off. W kolejnych, jesiennych rozgrywkach Apertura 2006 zdobył natomiast z Chivas tytuł mistrza Meksyku. Było to zarazem wyjątkowe mistrzostwo dla klubu obchodzącego wówczas setną rocznicę powstania, gdyż dzięki niemu ekipa Guadalajary objęła prowadzenie w klasyfikacji najbardziej utytułowanych klubów meksykańskich na arenie krajowej. On sam został natomiast wybrany w plebiscycie Meksykańskiego Związku Piłki Nożnej trenerem sezonu. W 2007 dotarł z Chivas do finału najbardziej prestiżowych rozgrywek kontynentu – Pucharu Mistrzów CONCACAF. We wrześniu 2007 został zwolniony ze stanowiska wskutek słabszej formy drużyny i różnicy zdań z zarządem klubu.
W czerwcu 2008 De la Torre objął rolę trenera zespołu Deportivo Toluca, zastępując w nim José Pekermana. Tam już w pierwszym sezonie – Apertura 2008 – zdobył z nim swoje drugie w roli trenera mistrzostwo Meksyku. Wówczas również po raz drugi został odznaczony przez Meksykański Związek Piłki Nożnej nagrodą dla najlepszego trenera ligi meksykańskiej. Podczas jego kadencji Toluca powróciła do grona najlepszych klubów w kraju. W wiosennym sezonie Bicentenario 2010 wywalczył ze swoim zespołem kolejny, już trzeci w swojej karierze trenerskiej (a szósty ogółem) tytuł mistrza Meksyku. Po raz trzeci został także wybrany na trenera sezonu. Ogółem drużynę Toluki prowadził przez trzy lata.
W październiku 2010 De la Torre został nowym selekcjonerem reprezentacji Meksyku, zostając następcą Javiera Aguirre, który po Mistrzostwach Świata w RPA podał się do dymisji. Oficjalnie funkcję tę objął dopiero wraz z początkiem kolejnego roku, kiedy to wygasł jego kontrakt z Tolucą. Na stanowisku zadebiutował 9 lutego 2011 w wygranym 2:0 meczu towarzyskim z Bośnią i Hercegowiną. W tym samym roku wygrał z Meksykiem rozgrywki Złotego Pucharu CONCACAF – jego podopieczni (mimo braku zdyskwalifikowanych w trakcie turnieju za doping pięciu piłkarzy) pokonali wówczas w fazie grupowej Salwador (5:0), Kubę (5:0) i Kostarykę (4:1), w ćwierćfinale wygrali z Gwatemalą (2:1), w półfinale po dogrywce z Hondurasem (2:0), zaś w finale wygrali z USA (4:2), mimo iż początkowo przegrywali dwoma golami.
W czerwcu 2012 prowadzona przez De la Torre drużyna narodowa wygrała w prestiżowym meczu towarzyskim z Brazylią (2:0). Przez pierwsze dwa lata jego kadencji reprezentacja Meksyku notowała udane wyniki – w 28 spotkaniach zanotowała zaledwie trzy porażki, wygrywając Złoty Puchar i nienagannie spisując się w pierwszej rundzie eliminacji do Mistrzostw Świata 2014. Kryzys nadszedł w lutym 2013, kiedy to Meksykanie bardzo słabo spisywali się w finałowej rundzie kwalifikacji do mundialu; będąc absolutnym faworytem w pierwszych sześciu meczach wygrali tylko raz – z Jamajką (1:0) – i zanotowali pięć remisów – z Jamajką (0:0), Hondurasem (2:2), USA (0:0), Panamą (0:0) oraz Kostaryką (0:0). Tym samym znaleźli się w niebezpieczeństwie niezakwalifikowania się na mundial po raz pierwszy od 24 lat, zaś sam De la Torre niemal całkowicie stracił poparcie kibiców i dziennikarzy, którzy zaczęli domagać się jego odejścia.
W 2013 roku reprezentacja Meksyku wzięła udział w Pucharze Konfederacji, podczas którego potwierdziła tylko słabą formę – przegrała z Włochami (1:2) i Brazylią (0:2), notując zwycięstwo tylko w ostatnim, niedecydującym o niczym meczu z Japonią (2:1). Zajęła tym samym trzecie miejsce w grupie, nie kwalifikując się do fazy pucharowej. Kilkanaście dni później De la Torre poprowadził kadrę w kolejnym Złotym Pucharze CONCACAF, podczas którego Meksykanie wystąpili w rezerwowym składzie złożonym tylko z graczy występujących w rodzimej lidze. Będąc faworytami do tytułu, jego drużyna rozczarowała nie tylko wynikiem, ale także bardzo słabym stylem gry – w fazie grupowej przegrała z Panamą (1:2), wygrała z Kanadą (2:0) i Martyniką (3:1), w ćwierćfinale pokonała Trynidad i Tobago (1:0), odpadając w półfinale po porażce z Panamą (1:2). Fatalne nastroje wokół kadry poprawiła nieco towarzyska wygrana z WKS (4:1), lecz zaraz potem Meksyk kompromitująco przegrał w eliminacjach do mundialu z Hondurasem (1:2) na Estadio Azteca. Bezpośrednio po tym, we wrześniu 2013, De la Torre został zwolniony ze stanowiska selekcjonera, zostawiając pogrążoną w głębokim kryzysie reprezentację na czwartym, niepremiowanym bezpośrednim awansem na mistrzostwa świata miejscu w tabeli eliminacyjnej. Ogółem reprezentację prowadził przez blisko trzy lata.
W październiku 2014 De la Torre po raz drugi w karierze został trenerem swojego macierzystego Chivas de Guadalajara, walczącego tym razem o utrzymanie w najwyższej klasie rozgrywkowej. Na krótką metę zdołał poprawić wyniki ekipy – uniknął z nią relegacji do drugiej ligi, zaś w wiosennym sezonie Clausura 2015 dotarł do finału pucharu Meksyku. Ze stanowiska został zwolniony we wrześniu 2015 wskutek słabych wyników (trzy zwycięstwa w ostatnich szesnastu ligowych meczach). W sierpniu 2016 zastąpił Luisa Zubeldíę w roli opiekuna klubu Santos Laguna z miasta Torreón.

## Statystyki kariery

### Klubowe
| Guadalajara | 1984–1985 | Meksyk    | Liga MX          | 19  | 1  | — | —   | LMC | ? | 1  | ?  | 2 |
| Guadalajara | 1985–1986 | Meksyk    | Liga MX          | 16  | 1  | — | —   | LMC | ? | 0  | ?  | 1 |
| Guadalajara | 1986–1987 | Meksyk    | Liga MX          | 42  | 6  | — | —   | —   | — | —  | 42 | 6 |
| Guadalajara | 1987–1988 | Meksyk    | Liga MX          | 38  | 9  | ? | 0   | —   | — | —  | ?  | 9 |
| Real Oviedo | 1988–1989 | Hiszpania | Primera División | 32  | 8  | — | —   | —   | — | —  | 32 | 8 |
| Puebla      | 1989–1990 | Meksyk    | Liga MX          | 40  | 5  | ? | 0   | —   | — | —  | ?  | 5 |
| Puebla      | 1990–1991 | Meksyk    | Liga MX          | 42  | 9  | ? | ?   | —   | — | —  | ?  | ? |
| Cruz Azul   | 1991–1992 | Meksyk    | Liga MX          | 36  | 12 | ? | ?   | —   | — | —  | ?  | ? |
| Cruz Azul   | 1992–1993 | Meksyk    | Liga MX          | 20  | 5  | — | —   | —   | — | —  | 20 | 5 |
| Guadalajara | 1993–1994 | Meksyk    | Liga MX          | 31  | 4  | — | —   | —   | — | —  | 31 | 4 |
| Guadalajara | 1994–1995 | Meksyk    | Liga MX          | 24  | 8  | ? | 0   | —   | — | —  | ?  | 8 |
| UANL        | 1995–1996 | Meksyk    | Liga MX          | 25  | 3  | ? | 0   | —   | — | —  | ?  | 3 |
| Puebla      | 1996–1997 | Meksyk    | Liga MX          | 9   | 0  | — | —   | —   | — | —  | 9  | 0 |
| Necaxa      | 1997–1998 | Meksyk    | Liga MX          | 17  | 1  | — | —   | LMC | 3 | 0  | 20 | 1 |
| Necaxa      | 1998–1999 | Meksyk    | Liga MX          | 23  | 0  | — | —   | —   | — | —  | 23 | 0 |
| Ogółem      |           |           |                  |     |    |   |     |     |   |    |    |   |
| Meksyk      | Meksyk    | Meksyk    | 382              | 64  | ?  | ? | LMC | ?   | 1 | ?  | ?  |   |
| Hiszpania   | Hiszpania | Hiszpania | 32               | 8   | —  | — | —   | —   | — | 32 | 8  |   |
| Ogółem      | Ogółem    | Ogółem    | Ogółem           | 414 | 72 | ? | ?   | LMC | ? | 1  | ?  | ? |

Legenda:
- LMC – Liga Mistrzów CONCACAF

### Reprezentacyjne
| Meksyk | Meksyk | 1987   | 1  | 0 | — | — | —   | — | — | 1  | 0 |
| Meksyk | Meksyk | 1988   | 2  | 0 | — | — | —   | — | — | 2  | 0 |
| Meksyk | Meksyk | 1989   | —  | — | — | — | —   | — | — | 0  | 0 |
| Meksyk | Meksyk | 1990   | 2  | 0 | — | — | —   | — | — | 2  | 0 |
| Meksyk | Meksyk | 1991   | 4  | 1 | — | — | ZPC | 4 | 1 | 8  | 2 |
| Meksyk | Meksyk | 1992   | 11 | 2 | 4 | 2 | —   | — | — | 15 | 4 |
| Ogółem | Ogółem | Ogółem | 20 | 3 | 4 | 2 | ZPC | 4 | 1 | 28 | 6 |

Legenda:
- ZPC – Złoty Puchar CONCACAF

### Trenerskie
| Guadalajara   | 2005–2006     | Meksyk        | Liga MX   | 11         | 5          | 1          | 5          | 45%        | —            | —            | —            | —            | —                  | CL                            | 9              | 3              | 3              | 3              | 33%            | 20     | 8      | 4       | 8       | 40%    |
| Guadalajara   | 2006–2007     | Meksyk        | Liga MX   | 46         | 23         | 12         | 11         | 50%        | —            | —            | —            | —            | —                  | LMC                           | 6              | 2              | 3              | 1              | 33%            | 52     | 25     | 15      | 12      | 48%    |
| Guadalajara   | 2007–2008     | Meksyk        | Liga MX   | 9          | 3          | 3          | 3          | 33%        | —            | —            | —            | —            | —                  | SL + CS                       | 4              | 1              | 1              | 2              | 25%            | 13     | 4      | 4       | 5       | 31%    |
| Toluca        | 2008–2009     | Meksyk        | Liga MX   | 42         | 20         | 15         | 7          | 48%        | 3            | 1            | 1            | 1            | 33%                | —                             | —              | —              | —              | —              | —              | 45     | 21     | 16      | 8       | 47%    |
| Toluca        | 2009–2010     | Meksyk        | Liga MX   | 44         | 22         | 13         | 9          | 50%        | —            | —            | —            | —            | —                  | LMC                           | 10             | 5              | 3              | 2              | 50%            | 54     | 27     | 16      | 11      | 50%    |
| Toluca        | 2010–2011     | Meksyk        | Liga MX   | 17         | 5          | 7          | 5          | 29%        | —            | —            | —            | —            | —                  | LMC                           | 6              | 3              | 1              | 2              | 50%            | 23     | 8      | 8       | 7       | 35%    |
| Reprezentacja | Rok           | Kraj          |           | Towarzysko | Towarzysko | Towarzysko | Towarzysko | Towarzysko | Eliminacje   | Eliminacje   | Eliminacje   | Eliminacje   | Eliminacje         | Turnieje                      | Turnieje       | Turnieje       | Turnieje       | Turnieje       | Turnieje       | Ogółem | Ogółem | Ogółem  | Ogółem  | Ogółem |
| Reprezentacja | Rok           | Kraj          | M         | Z          | R          | porażki    | %          | M          | Z            | R            | porażki      | %            | Rozgrywki          | M                             | Z              | R              | porażki        | %              | M              | Z      | R      | porażki | %       |        |
| Meksyk        | 2011          | Meksyk        |           | 10         | 5          | 4          | 1          | 50%        | —            | —            | —            | —            | —                  | ZPC                           | 6              | 6              | 0              | 0              | 100%           | 16     | 11     | 4       | 1       | 69%    |
| Meksyk        | 2012          | Meksyk        | 6         | 4          | 0          | 2          | 67%        | 6          | 6            | 0            | 0            | 100%         | —                  | —                             | —              | —              | —              | —              | 12             | 10     | 0      | 2       | 83%     |        |
| Meksyk        | 2013          | Meksyk        | 4         | 1          | 3          | 0          | 25%        | 7          | 1            | 5            | 1            | 14%          | PK + ZPC           | 8                             | 4              | 0              | 4              | 50%            | 19             | 6      | 8      | 5       | 32%     |        |
| Klub          | Sezon         | Kraj          | Rozgrywki | Liga       | Liga       | Liga       | Liga       | Liga       | Puchar kraju | Puchar kraju | Puchar kraju | Puchar kraju | Puchar kraju       | Międzynarodowe                | Międzynarodowe | Międzynarodowe | Międzynarodowe | Międzynarodowe | Międzynarodowe | Ogółem | Ogółem | Ogółem  | Ogółem  | Ogółem |
| Klub          | Sezon         | Kraj          | Rozgrywki | M          | Z          | R          | porażki    | %          | M            | Z            | R            | porażki      | %                  | Rozgrywki                     | M              | Z              | R              | porażki        | %              | M      | Z      | R       | porażki | %      |
| Guadalajara   | 2014–2015     | Meksyk        | Liga MX   | 27         | 9          | 10         | 8          | 33%        | 10           | 5            | 2            | 3            | 50%                | —                             | —              | —              | —              | —              | —              | 37     | 14     | 12      | 11      | 38%    |
| Guadalajara   | 2015–2016     | Meksyk        | Liga MX   | 8          | 2          | 1          | 5          | 25%        | 4            | 3            | 1            | 0            | 75%                | —                             | —              | —              | —              | —              | —              | 12     | 5      | 2       | 5       | 42%    |
| Santos Laguna | 2016–2017     | Meksyk        | Liga MX   | 0          | 0          | 0          | 0          | 0%         | —            | —            | —            | —            | —                  | —                             | —              | —              | —              | —              | —              | 0      | 0      | 0       | 0       | 0%     |
| Ogółem        |               |               |           |            |            |            |            |            |              |              |              |              |                    |                               |                |                |                |                |                |        |        |         |         |        |
| Meksyk        | Meksyk        | Meksyk        | 204       | 89         | 62         | 53         | 44%        | 17         | 9            | 4            | 4            | 53%          | CL + LMC + SL + CS | 35                            | 14             | 11             | 10             | 40%            | 256            | 112    | 77     | 67      | 44%     |        |
| Reprezentacje | Reprezentacje | Reprezentacje | 20        | 10         | 7          | 3          | 50%        | 13         | 7            | 5            | 1            | 54%          | ZPC + PK           | 14                            | 10             | 0              | 4              | 71%            | 47             | 27     | 12     | 8       | 57%     |        |
| Ogółem        | Ogółem        | Ogółem        | Ogółem    | 224        | 99         | 60         | 56         | 44%        | 30           | 16           | 9            | 5            | 53%                | CL + LMC + SL + CS + ZPC + PK | 49             | 24             | 11             | 14             | 49%            | 303    | 139    | 89      | 75      | 46%    |

Legenda:
- CL – Copa Libertadores
- LMC – Liga Mistrzów CONCACAF
- SL – SuperLiga
- CS – Copa Sudamericana
- ZPC – Złoty Puchar CONCACAF
- PK – Puchar Konfederacji